# ドラゴンポーカー
『ドラゴンポーカー』は、アソビズムから配信されているポーカーを題材にしたiOS・Android用ゲームアプリ（リアルタイム合体カードバトル）。略称は『ドラポ』。基本プレイ無料でアイテム課金が存在する（F2P）。2013年5月17日にiOS版、同年12月18日にAndroid版がリリースされた。

## システム
プレイヤーはほかのプレイヤーとパーティーを組んでダンジョンに入る形でゲームを始める。パーティーメンバーはフレンド同士あるいはGPS機能を使って一定の範囲内にいるプレイヤーとだけでスタートするか、同時に遊んでいる他のプレイヤーと自動的にマッチングするか開始時に選択できる。ボス戦開始時以外のフレンドのパーティーに途中から入ることもできる。もし、途中でパーティーメンバーが抜けた場合は、CPUが代わりに入る。
まれにゲリラモードに突入することがある。
カードにはそれぞれ「火」「水」「森」の3属性が割り振られており、これらの属性は三すくみの関係にある。プレイヤーはダンジョンに入る際、13枚のカードを手札として持っていく。エース以外の12枚はこれらのすべての属性のカードを4枚ずつセットする必要がある。レベル30に達するとデッキのカードに子分をつけることができ、子分のパラメーターに応じて親分のパラメーターも変化する。
レベル150になるとすべての子分装備が開放され、13枚のカードに各3枚の子分をセットできるようになり、ひとつのデッキに使用するカードはトランプのジョーカーを除いた数と同様の52枚になる。
カードにはそれぞれコストが設定されており、手札の総コストを装備コストに収める必要がある。また、子分の装備にもコストの計算が適用される。
戦闘の際は、パーティーメンバー全員が1枚ずつ順番にカードを出し、ポーカーの役が完成した時に攻撃の判定が発生する。たとえば5枚のカードがすべて同じ属性でそろったときはフラッシュが成立し、ハウスフラッシュ等も同様である。ポーカーの役が大きいほど大きなダメージが出せるほか、特殊な条件を満たすことで発動する技も存在する。ノーペア時は何も起こらない。
本作にはシャウトと呼ばれる機能があり、これはボタンを押すとメッセージがゲーム画面に表示されるものである。メッセージは定型文のほかにも、自分で作成することができる。
通常ダンジョンのほかに、PvPコンテンツのコロシアムとデュエルマッチがある。
コロシアムは最大5人で組んだチーム同士で対戦する。デュエルマッチはダンジョン用とは違う仕組みのデッキを作成するが、ルールはポーカーではなくじゃんけんに近い。

## 開発
開発ディレクターによると、リリース初期の時点では、毎回配る手札をランダムにすると戦略性が下がるという懸念があったことから、前回ターンに入ったカードは手札をシャッフルしても次ターンの手札には絶対入らないようにするという仕様が作られたとされている。加えて、毎回配るカードの数字が変わってしまうと、プレイヤーが超合体技を狙いにくくなるため、ダンジョン入場時にカードと数字が紐づく仕様が設けられた。
その後、この仕組みを利用して特定のカードばかりを使う戦法が編み出されたため、2013年9月11日のアップデートにて当該カードに調整が入った。

### 音楽
本作の音楽はサモンナイトシリーズなどで知られる松岡耕平が手掛けた。
松岡はファミ通Appとのインタビューの中で、本作のゲームデザインが個性的かつ大人向けということで、音楽もそれに合わせてブラスセクションを多用するという構想があった。ただし、ジャズばかりにするとわかりにくくなってしまうため、ロックやフュージョンなどが取り入れられた。
たとえば、サウンドトラック第3弾『DRAGON POKER ORIGINAL SOUNDTRACK III』に収録されている「Turn Over!」では、ホーンセクションを主体としつつもクラシック音楽の要素を入れたフュージョンとなっている。
松岡によると重要なところでは大まかな構想をいくつか用意して議論を重ねる一方、基本的には開発チーム側からの具体的な指示はないとしており、イベント用楽曲については、開発チームに声をかけ、キャラクターのグラフィックやボスのラフ画をもとに制作していると話している。
たとえば、「太陽と月の巫女」というイベントの場合、マップ画面はコンサート開始直前のバンドと主役となる2人のキャラクターが登場する場面をイメージとして作られており、ボス戦は2人のキャラクターによるコンサートをイメージして作られた。
また、松岡は一番苦労したこととしてイベント「超進化の野獣」の楽曲を挙げている。同イベントはボスの種類が多いがゆえにイメージを絞り切れなかったことから、エマーソン・レイク&パーマーの『タルカス』を参考に、野獣の狂気に焦点を当てたと松岡は話している。